# Дом-музей Юнуса Раджаби
Дом-музей Юнуса Раджаби — мемориальный музей, посвящённый жизни и деятельности народного артиста Узбекистана Юнуса Раджаби, а также одна из достопримечательностей Ташкента.

## История
Дом-музей Юнуса Раджаби был основан в декабре 1997 года, во время празднования 100-летия певца и композитора. Инициатором основания музея был Хасан Раджаби, сын Юнуса Раджаби.

## Экспозиция
В музее находится мемориальный кабинет, где Юнус Раджаби творил, и четыре зала экспозиций, рассказывающих о его жизни и творчестве.